# Franciszek Rymkiewicz
Franciszek Ksawery Rymkiewicz (ur. 30 grudnia 1755 w Braniewie, zm. 27 kwietnia 1799 pod Mediolanem) – generał polski insurekcji kościuszkowskiej i legionów.

## Życiorys
9 września 1767 rozpoczął naukę w gimnazjum jezuitów w Braniewie, od 20 lipca 1772 pobierał nauki w kolegium jezuickim w Wilnie. Zakon jezuitów opuścił wkrótce po jego kasacie, w 1773 roku, mając wtedy 17 lat. W 1778 roku, prawdopodobnie wskutek odmowy przyjęcia do wojska litewskiego, wstąpił jako sierżant do armii rosyjskiej do starotulskiego pułku piechoty. W 1780 r. awansował na chorążego i został adiutantem pułkowym. Trzy lata później otrzymał awans na porucznika, a w 1787 na kapitana. Odbył kampanię turecką 1788–1789. Uczestniczył w oblężeniu i szturmie Chocimia, następnie w walkach pod Kiszyniowem i w Mołdawii. W 1790 r. pod pretekstem słabości zdrowia wziął dymisję i opuścił armię rosyjską w randze sekund majora. Mimo starań nie został przyjęty do armii polskiej przed zakończeniem wojny 1792 r. Dopiero 9 sierpnia otrzymał stopień majora w nowo sformowanym batalionie strzelców litewskich. 2 kwietnia 1794 r. w związku z redukcją otrzymał dymisję w randze podpułkownika. W czasie insurekcji kościuszkowskiej ponownie w służbie czynnej, podczas wyprawy do Wielkopolski gen. Dąbrowskiego uczestniczył m.in. w zdobyciu Bydgoszczy. Wyróżnił się w trakcie oblężenia Warszawy. 30 sierpnia awansował z podpułkownika na generała majora. Członek Legionów Polskich we Włoszech, zginął w bitwie w 1799 z Austriakami pod Adygą (północne Włochy).
Był członkiem wolnomularstwa.
W okresie międzywojennym był patronem koszar 62 pułku piechoty w Bydgoszczy, znajdujących się przy ul. Warszawskiej.